# Valenzuela (Spagna)
Valenzuela è un comune spagnolo di 1 415 abitanti situato nella comunità autonoma dell'Andalusia.